# Anagondanahalli, Tiptur
Anagondanahalli là một làng thuộc tehsil Tiptur, huyện Tumkur, bang Karnataka, Ấn Độ.